# Från A till Ö

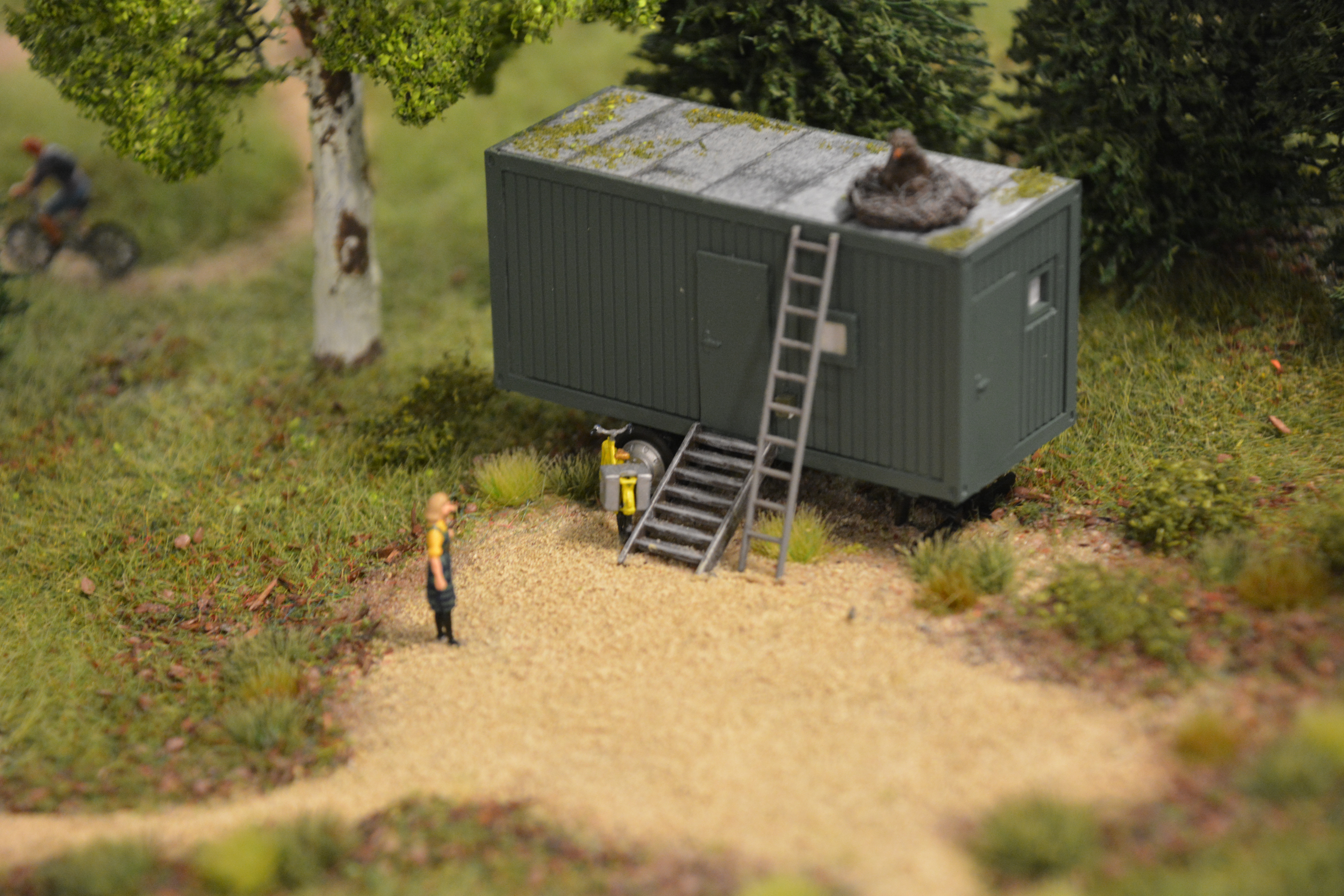
Modell i Miniature Kingdom

Från A till Ö är ett barnprogram som sändes 1974–1975 i Sveriges Television med Birgitta Andersson och Bert-Åke Varg i huvudrollerna som Hedvig Hök och ugglan Helge. För regi stod Kari Thomée medan manus skrevs av Christina Lagerson och Ove Magnusson. Musiken skapades av Olle Adolphson och vinjettmusiken spelades av Hans Wahlgren. Efter den ursprungliga visningen har Sveriges Television visat serien i repris ett otal gånger och serien finns även utgiven på såväl VHS som DVD samt i Sveriges Televisions Öppet arkiv.
Programmet kom att bli en av de mest populära svenska, pedagogiska barnserierna under 1970-talet. Det är en av titlarna i boken Tusen svenska klassiker (2009).

## Om serien

### Handling[2]
Huvudpersonen Hedvig Hök (spelad av Birgitta Andersson) blir tvungen att flytta från sin lägenhet i Stockholms innerstad efter att hyresvärden har sagt upp hennes kontrakt. Hon tar då sin postcykel och cyklar ut i skogen där hon hittar en kvarglömd arbetsvagn som hon flyttar in i. I ett rede på taket på vagnen bor en uggla vid namn Helge (spelad av Bert-Åke Varg) som Hedvig får kontakt med, då det visar sig att han kan prata. 
I vart och ett av de 26 avsnitten kommer Hedvig i kontakt med svåra ord som hon själv inte begriper sig på. När hon låtsas förstå eller inte förstår ordets betydelse blir hennes näsa mycket lång och den blir inte normal igen förrän hon förstår sig på ordets rätta betydelse. Det här är någonting Hedvig skäms för och försöker dölja detta när det sker även om hon anförtror sig till några i sin närhet om hjälp, däribland Helge. Att Helge kunde hjälpa till beror på att han växt upp på taket till ett tryckeri. Hedvig löser också korsord vilket bidrar till att hon får ett utökat ordförråd. Ibland får hon också besök av sin syster Harriet som på olika sätt lär Hedvig nya ord.

### Seriens grundidé
Varje avsnitt kretsar kring en specifik begynnelsebokstav i alfabetet, vilket också gav seriens namn. Fastän det svenska alfabetet har 29 bokstäver producerades bara 26 avsnitt, vilket medförde att inget avsnitt handlade om bokstaven W (som på den tiden räknades som en variant av V) samt att handlingen kring ord på bokstäverna X, Y och Z slogs ihop till ett gemensamt avsnitt. Det ska också nämnas att avsnittet med bokstaven Q tog inte upp ett enda ord på den bokstaven, möjligen till följd av att det då inte fanns så många svenska ord på just den bokstaven.
Innan avsnitten slutas hålls en kortare sammanfattning där Hedvig hämtar foton i sin brevlåda och klistrar in i sitt fotoalbum samtidigt som hon och Helge förklarar vilka ord som varit aktuella i episoden. Sedan avslutas allt med att Hedvig sjunger  "Som om jag inte skulle kunna så enkla saker, jag bara frågar? Kom och skriv mig det på näsan! Kom och skriv mig det på näsan! Kom och skriv mig det på näsan! Den som våååågar!"
Programmets enkla grundidé lyftes av den goda dramaturgin mellan den bohemiska, spontana och konstnärliga Hedvig, den konservativa, nervösa och snobbiga Harriet och den finurlige, egocentriske och vänligt dryge Helge.

### Gästroller
Under de flesta avsnitten medverkar flera gästroller som antingen hjälpte (eller stjälpte) Hedvig att både få ny bekantskap men också att lära sig fler ord. Nästan alla sådana roller syntes bara till i enstaka avsnitt men några var återkommande roller däribland Sussie Eriksson som sig själv samt Stig Ossian Eriksson som spelade tusenkonstnären Hektor Lundström som flyttar in i ett tält nära Hedvig. Dessutom fick seriens ena manusförfattare Ove Magnusson spela olika gästroller under seriens gång.
I hälften av de 26 avsnitten sågs även Hedvigs syster Harriet, spelad av Inga Gill. I avsnitt A, B och C sågs Harriet endast när hon ringde till Hedvig, vilket gjordes genom en bildtelefon. I avsnitt H sågs hon först på telefonskärmen innan hon kom på sitt första besök hos Hedvig sen Hedvig flyttade in i vagnen. I avsnitt L, M, P, Q, S, T, V, Å och Ö sågs Harriet som gäst hos Hedvig.

## Rollista

### Huvudroller
- Birgitta Andersson - Hedvig Hök[3][4]
- Bert-Åke Varg - Helge
- Inga Gill - Harriet

### Gästskådespelare
- Kristina Adolphson - Agnes Grön
- Ulf Brunnberg - Göran Gyllendröm, försäljare
- Stig Ossian Ericson - Hektor Lundström, Hedvigs granne
- Sussie Eriksson - Sussie
- Stig Grybe - Allan Bjök
- Björn Gustafson - Arvid Tallfors, jägmästare
- Nils Hallberg - Potatisförsäljaren
- Staffan Hallerstam - Fältbiolog
- Jörgen Lantz - Orienterare
- Sven Lindberg - Herr Hurving
- Pierre Lindstedt - Valdemar
- Ove Magnusson - son till Oskar, hänsynslös man, lagbrytare, pappan, kypare, florist, resebyråförsäljare, man i telefonkiosk
- Olof Palme - Olof Palme
- Anita Wall - Karin Knate
- Håkan Westergren - Oskar

## Avsnitt
| Nr | Titel                    | Regi        | Manus                             | Originalvisning  |
| --- | ------------------------ | ----------- | --------------------------------- | ---------------- |
| 01 | "Bokstaven A"            | Kari Thomée | Christina Lagerson, Ove Magnusson | 22 november 1974 |
| Ord: Annullera, auktoritär, allemansrätt Gästroller: Sussie Eriksson – sig själv                                                                      |                          |             |                                   |                  |
| 02 | "Bokstaven B"            | Kari Thomée | Christina Lagerson, Ove Magnusson | 29 november 1974 |
| Ord: Budget, byråkrat, biodynamisk, bordlägga Gästroller: Sven Lindberg – Hurving, byråkrat från kommunala verket                                     |                          |             |                                   |                  |
| 03 | "Bokstaven C"            | Kari Thomée | Christina Lagerson, Ove Magnusson | 6 december 1974  |
| Ord: Censur, container, civilisation |                          |             |                                   |                  |
| 04 | "Bokstaven D"            | Kari Thomée | Christina Lagerson, Ove Magnusson | 13 december 1974 |
| Ord: Distribuera, demonstration, demokrati Gästroller: Olof Palme – sig själv                                                                         |                          |             |                                   |                  |
| 05 | "Bokstaven E"            | Kari Thomée | Christina Lagerson, Ove Magnusson | 20 december 1974 |
| Ord: Ekologi, energi, elektricitet Gästroller: Sussie Eriksson, Lena Magnusson – sig själva                                                           |                          |             |                                   |                  |
| 06 | "Bokstaven F"            | Kari Thomée | Christina Lagerson, Ove Magnusson | 10 januari 1975  |
| Ord: Flexibel, fältbiolog Gästroller: Staffan Hallerstam – fältbiolog                                                                                 |                          |             |                                   |                  |
| 07 | "Bokstaven G"            | Kari Thomée | Christina Lagerson, Ove Magnusson | 17 januari 1975  |
| Ord: Generation, generös, glömska Gästroller: Håkan Westergren – äldre man, Ove Magnusson – mannens son, Ann Ackeryd – expedit                        |                          |             |                                   |                  |
| 08 | "Bokstaven H"            | Kari Thomée | Christina Lagerson, Ove Magnusson | 24 januari 1975  |
| Ord: Horoskop, hygien, hänsyn Gästroller: Ove Magnusson – hänsynslös man                                                                              |                          |             |                                   |                  |
| 09 | "Bokstaven I"            | Kari Thomée | Christina Lagerson, Ove Magnusson | 31 januari 1975  |
| Ord: Ironi, indoktrinera, information Gästroller: Ulf Brunnberg – Göran Gyllendröm, säljare på Aktiebolaget Förnyelse                                 |                          |             |                                   |                  |
| 10 | "Bokstaven J"            | Kari Thomée | Christina Lagerson, Ove Magnusson | 7 februari 1975  |
| Ord: Jäkta, jakt, jämlikhet Gästroller: Björn Gustafson – Arvid Tallfors, jägmästare                                                                  |                          |             |                                   |                  |
| 11 | "Bokstaven K"            | Kari Thomée | Christina Lagerson, Ove Magnusson | 14 februari 1975 |
| Ord: Kondition, kommunikation, könsroller Gästroller: Anita Wall – Karin Knate, motionär och TV-reparatör                                             |                          |             |                                   |                  |
| 12 | "Bokstaven L"            | Kari Thomée | Christina Lagerson, Ove Magnusson | 21 februari 1975 |
| Ord: Långsint, lag, lojal Gästroller: Ove Magnusson – lagbrytare                                                                                      |                          |             |                                   |                  |
| 13 | "Bokstaven M"            | Kari Thomée | Christina Lagerson, Ove Magnusson | 28 februari 1975 |
| Ord: Mode, majoritet, motiv |                          |             |                                   |                  |
| 14 | "Bokstaven N"            | Kari Thomée | Christina Lagerson, Ove Magnusson | 7 mars 1975      |
| Ord: Naiv, nonchalant, negativ Gästroller: Stig Grybe - Allan Bjök, vedhuggare                                                                        |                          |             |                                   |                  |
| 15 | "Bokstaven O"            | Kari Thomée | Christina Lagerson, Ove Magnusson | 14 mars 1975     |
| Ord: Orientering, organisera, originell Gästroller: Jörgen Lantz – orienterare                                                                        |                          |             |                                   |                  |
| 16 | "Bokstaven P"            | Kari Thomée | Christina Lagerson, Ove Magnusson | 21 mars 1975     |
| Ord: Provocera, politik, pantomim |                          |             |                                   |                  |
| 17 | "Bokstaven Q"            | Kari Thomée | Christina Lagerson, Ove Magnusson | 4 april 1975     |
| Ord: Quinna, komplicerad, internationell Gästroller: Conny Johansson – sig själv                                                                      |                          |             |                                   |                  |
| 18 | "Bokstaven R"            | Kari Thomée | Christina Lagerson, Ove Magnusson | 11 april 1975    |
| Ord: Rabatt, resurser, revansch Gästroller: Nils Hallberg – potatisförsäljare                                                                         |                          |             |                                   |                  |
| 19 | "Bokstaven S"            | Kari Thomée | Christina Lagerson, Ove Magnusson | 18 april 1975    |
| Ord: Standard, spontan, skatt |                          |             |                                   |                  |
| 20 | "Bokstaven T"            | Kari Thomée | Christina Lagerson, Ove Magnusson | 25 april 1975    |
| Ord: Temperament, taktik, tolerera |                          |             |                                   |                  |
| 21 | "Bokstaven U"            | Kari Thomée | Christina Lagerson, Ove Magnusson | 2 maj 1975       |
| Ord: Uppehälle, uppskov, umgänge Gästroller: Stig Ossian Ericson – Hektor Lundström, granne till Hedvig och tusenkonstnär                             |                          |             |                                   |                  |
| 22 | "Bokstaven V"            | Kari Thomée | Christina Lagerson, Ove Magnusson | 9 maj 1975       |
| Ord: Vokabulär, variera, vetgirig Gästroller: Ove Magnusson – biträde i livsmedelsbutik/kypare/reseförsäljare/blomsterförsäljare/man vid telefonkiosk |                          |             |                                   |                  |
| 23 | "Bokstäverna X, Y och Z" | Kari Thomée | Christina Lagerson, Ove Magnusson | 23 maj 1975      |
| Ord: Ymnigt, xylofon, zoologi Gästroller: Kristina Adolphson – Agnes Grön, skalbaggsmålare                                                            |                          |             |                                   |                  |
| 24 | "Bokstaven Å"            | Kari Thomée | Christina Lagerson, Ove Magnusson | 30 maj 1975      |
| Ord: Åsikt, åberopa, åskådliggöra |                          |             |                                   |                  |
| 25 | "Bokstaven Ä"            | Kari Thomée | Christina Lagerson, Ove Magnusson | 5 juni 1975      |
| Ord: Ändamål, ädelmodig, ändalykt Gästroller: Pierre Lindstedt – Valdemar Eriksson, sökare efter vagnen                                               |                          |             |                                   |                  |
| 26 | "Bokstaven Ö"            | Kari Thomée | Christina Lagerson, Ove Magnusson | 6 juni 1975      |
| Ord: Överraskning, överlägga, överlåta Gästroller: Ove Magnusson – resebyråförsäljaren, Stig Ossian Ericson – Hektor Lundström                        |                          |             |                                   |                  |

## Scenuppsättningar
Hösten 2006 sattes Från A till Ö upp som scenproduktion på Maximteatern i Stockholm. Sara Edwardsson spelade Hedvig, Jonas Leksell spelade Ugglan Helge och bland övriga skådespelare märktes Anna Blomberg och Sofia Bach.
Produktionen fortsatte sedan som ett gästspel till Lorensbergsteatern i Göteborg med nypremiär den 10 november 2007.
Under sommaren 2014 sattes pjäsen upp som friluftsteater i Gamla Linköping med regi och produktion av Håkan Bäck.